# Griva de l'Himàlaia
La griva de l'Himàlaia (Zoothera mollissima) és un ocell de la família dels túrdids (Turdidae).

## Hàbitat i distribució
Viu entre la malesa del bosc, zones rocoses amb arbusts i vessants de l'Himàlaia, al nord de Pakistan, nord i est de l'Índia, sud-est del Tibet i sud-oest de la Xina.